# Angelo Furlan
Angelo Furlan (Arzignano, 22 juni 1977) is een voormalig Italiaans wielrenner.

## Erelijst
2001
2e etappe Ronde van Polen
2e etappe Ronde van Servië
2002
17e en 20e etappe Ronde van Spanje
2004
Coppa Bernocchi
2007
1e etappe Ster van Bessèges
1e etappe Circuit Cycliste de la Sarthe
2008
4e etappe Ster van Bessèges
2e etappe Volta ao Distrito de Santarém/RTP
3e etappe Ronde van Polen
2009
2e etappe Critérium du Dauphiné Libéré
2e etappe Ronde van Polen
2011
GP van Tallinn-Tartu
1e, 4e en 5e etappe Ronde van Servië
2012
Fyen Rundt
2013
2e etappe Ronde van Estland

## Resultaten in voornaamste wedstrijden
| Jaar | Ronde van Italië | Ronde van Frankrijk | Ronde van Spanje |
| ---- | ---------------- | ------------------- | ---------------- |
| 2002 | 128e             |                     | 121e (2)         |
| 2003 | opgave           | opgave              | 150e             |
| 2004 | 128e             |                     | opgave           |
| 2005 |                  | opgave              | opgave           |
| 2007 | 116e             |                     | opgave           |
| 2008 |                  |                     |                  |
| 2009 |                  | opgave              | opgave           |
| 2010 |                  |                     | 134e             |

| Jaar | Gent-Wevelgem | Parijs-Roubaix | Parijs-Tours |  | Wereldranglijsten |
| ---- | ------------- | -------------- | ------------ |  | ----------------- |
| 2002 |               |                |              |  |                   |
| 2003 |               |                |              |  |                   |
| 2004 |               |                | 75e          |  |                   |
| 2005 |               | 66e            | 51e          |  |                   |
| 2007 |               |                |              |  | 221e (UPT)        |
| 2008 |               |                |              |  | 116e (UPT)        |
| 2009 | 51e           | 23e            |              |  | 151e (UWK)        |
| 2010 |               |                | ↑            |  |                   |